# Бутс
Бутс (фр. Boutx) насеље је и општина у јужној Француској у региону Миди Пирене, у департману Горња Гарона која припада префектури Сен Годан.
По подацима из 2011. године у општини је живело 260 становника, а густина насељености је износила 5,5 становника/km². Општина се простире на површини од 47,28 km². Налази се на средњој надморској висини од 680 метара (максималној 1.850 m, а минималној 560 m).

## Демографија
| 1962. | 1968. | 1975. | 1982. | 1990. | 1999. | 2011. |
| ----- | ----- | ----- | ----- | ----- | ----- | ----- |
| 293   | 346   | 304   | 362   | 324   | 259   | 260   |

График промене броја становника у току последњих година